# Gueltas
Gueltas é uma comuna francesa na região administrativa da Bretanha, no departamento Morbihan. Estende-se por uma área de 20,72 km². Em 2010 a comuna tinha 523 habitantes (densidade: 25,2 hab./km²).